# Ramon Bloomberg
Ramon Bloomberg (nacimiento 1972 en Sheffield, Inglaterra) es un artista y director de cine reside en Brooklyn y trabaja en Inglaterra, Estados Unidos, y Francia.

## Filmografía
- The Raconteurs - "Hands" (julio de 2006)
- "Green Spirit" (short film) (junio de 2006)
- Maxïmo Park - "I Want You to Stay" (enero de 2006)
- Broadcast - "Tender Buttons" (noviembre de 2005) / Stark Haze - "Horse Territory" (principios de 2006) (same video, different soundtrack)
- Luke Temple - "Private Shipwreck" (agosto de 2005)
- Supersystem  - "Born Into the World" (abril de 2005)
- My Robot Friend  - "The Power of Love" (abril de 2004)
- Metric - "Calculation Theme" (abril de 2004)
- "Area K: A Political Fishing Documentary" a.k.a. "Gaza Fish" (2002) (hour-long documentary co-directed by Nadav Harel, Bloomberg was also cinematographer and composer)   Archivado el 28 de septiembre de 2011 en Wayback Machine.
- "An Occurrence of Warble" (short film)  (enlace roto disponible en Internet Archive; véase el historial, la primera versión y la última).